# Омид Тахвили
Омид Тахвили (перс. امید تحویلی; род. 31 октября 1970, Керманшах, Шаханшахское Государство Иран) — ирано-канадский преступник главарь преступного клана в Канаде, который был связан с различными международными преступными организациями. Сбежал из тюрьмы в 2007 году, после чего не был обнаружен. Тахвили родился 31 октября 1970 года в Иранском городе Керманшах.

## Преступная деятельность

### Наркотики
По данным Королевской канадской конной полиции (RCMP), Тахвили прибыл в Канаду из Ирана в 1994 году. В ноябре 2000 года он был арестован вместе со своим зятем за хранение 3 килограммов кокаина в ходе совместной операции. между полицией Ванкувера и RCMP. Тахвили был признан невиновным. К 2003 году КККП признала, что Тахвили возглавляет одну из основных преступных организаций, действующих в иранской общине в Канаде. В то время под его началом работали десятки иранских экспатриантов.

### Мошенничество
С 1999 по 2002 год он управлял мошенническим бизнесом по телемаркетингу, нацеливавшимся на людей в Соединенных Штатах, и украл около 3 миллионов долларов США у сотен жертв, большинство из которых были пожилыми. Федеральный ордер на арест Тахвили был выдан 30 января 2003 года Окружным судом США Центрального округа Калифорнии, где ему было предъявлено обвинение в мошенничестве с использованием почты, мошенничестве с использованием электронных средств связи, мошенничестве с телемаркетингом и пособничестве и подстрекательстве. Тахвили был арестован в Британской Колумбии на основании ордера на экстрадицию, и 4 мая 2007 года Верховный суд Британской Колумбии приказал Тахвили экстрадировать в Соединенные Штаты Америки. Тахвили представлял канадский адвокат по уголовным делам и экстрадиции Амандип Сингх, известный своими представление высокопоставленных и неоднозначных международных клиентов, таких как беглый банкир-миллиардер Ракеш Саксена. Тахвили обжаловал свое решение об экстрадиции в Апелляционном суде Британской Колумбии и ждал своей апелляции, когда скрылся из следственного изолятора, где он содержался.

## Побег
В 2005 году Тахвили обнаружил, что пропало 300 000 канадских долларов из доходов его организации от продажи наркотиков, и заподозрил, что работавший на него курьер украл их и сбежал во Вьетнам. Тахвили похитил шурина этого человека, изнасиловал его и допрашивал в течение нескольких часов. В конце концов этого человека отпустили, а вскоре после этого арестовали Тахвили. С июля 2005 года Тахвили ожидал суда в следственном изоляторе строгого режима North Fraser в Британской Колумбии, пока в ноябре 2007 года он не сбежал после подкупа охранника по имени Эдвин Тичне. На видео по замкнутому телевидению видно, как Тахвили выходит из следственного изолятора в форме уборщика, Тичне ведет его через несколько запертых дверей и убегает через парадную дверь. Впоследствии Тахвили был заочно приговорен к 11 годам лишения свободы. 8 августа 2008 года Тичне был приговорен к трем годам и трем месяцам тюремного заключения за помощь в его побеге.
На момент побега у Тахвили были связи по всей Канаде, Европе и на Ближнем Востоке. Он по-прежнему остается международным беглецом.